# Радушное
Раду́шное (укр. Раду́шне) — посёлок в Криворожском районе Днепропетровской области Украины. Центр Радушненского поселкового совета.

## Географическое положение
Радушное расположено на юго-западе области. Граничит с юго-восточными окраинами Кривого Рога. Входит в состав Криворожского района. Находится в 1,5 км от правого берега Южного водохранилища. Через Радушное проходит автодорога Н23 и Приднепровская железная дорога. Ближайшие города и посёлки: Кривой Рог (северо-запад), Миролюбовка, Роза Люксемберг (юг), Новый Путь, Весёлое, Новая Звезда (северо-восток), Нива Трудовая, Апостолово (восток).

## Название
Посёлок назван в честь станции "Радушная". Официальное название поселка — Радушное.

## Язык
Официальный язык поселка — украинский. Большинство населения разговаривает на суржике, что исторически характерно для данной местности.

## История
Заселение поселка связано с железнодорожной станцией. Согласно переводов старожилов станция построена где-то в 1878 году. Принадлежало поселение помещику по фамилии радушно. Так появилась станция, а позже — сам посёлок Радушное. Официально же посёлок основан в 1930 году.
Совхоз "Радушное" был создан чуть раньше, в 1928 году. Из воспоминаний Петрова Петра Петровича совхоз значился под № 1 так, как на Днепропетровщине он был первый; было построено четыре помещения для животных. Рабочие совхоза жили в землянках. Но уже тогда строились общежитие, столовая, хлебопекарня, магазин. Рабочие могли питаться по талонам. В совхозе работало много молодёжи. Одиноким предоставляли жилье в общежитиях. Уже тогда совхоз был одним из лучших в области, участвовал в сельскохозяйственной выставке в Москве. Менялись директора совхоза — Руднев, Мальцев, Ефимов. В 1936 директором назначен Кучера Моисея Сидоровича. Это при нём совхоз по всем показателям был первым. А самого директора наградили Орденом Трудового Красного Знамени.
В начале Великой Отечественной войны, было захвачено город Кривой Рог, а на следующий день было захвачено Радушное и Апостолово. Во время войны с фашистскими захватчиками сражались 194 местных жителя, из которых умерло 29 человек, а 82 жителя были награждены орденами и медалями. После войны, в 1951 году, директором совхоза становится Клименко Александра Андреевна. Двадцать три года работает она на этом посту. Награждена (в 1958 году) Орденом Ленина, в 1967 году — Орденом Трудового Красного Знамени. Не можем не вспомнить одного из лучших механизаторов этого хозяйства, дважды награждённого Орденом Ленина, Письмаченка Николая Кондратьевича. До войны было построено и Радушанський элеватор. Август 1941 ... Директор элеватора Давид Абрамович Полищук с волнением и тревогой сообщил о том, что получил приказ эвакуировать зерно в Нижний Новгород. Уже после войны начали строиться здания Криворожского лесхоза, клуба, конторы. 1958—1960 гг. — Строительство Южного водохранилища.
В 1958 году поселку Радушное, придано значение поселка городского типа. С 1966 по 1977 годы велось активное заселение семей в новые квартиры. В радушно строятся:
1958 г. — открывает двери средняя школа, первым директором был Соловьев Федор Иванович, 1959 г. — Радушненская амбулатория, главный врач — Николенко Алла Тимофеевна, дом культуры, библиотека. Строятся дошкольные учреждения "Ромашка", "Ивушка", "Рябинка".
С 1965 г. в поселке Радушное в здании Дома культуры размещается поселковый совет. Её первый председатель — Близнюк Максим Сазонович. Именно при нём началось строительство центральных водопроводов.
С февраля 1972 года по март 1996 в поселковом совете работает Сильгета Наталья Павловна. В период работы начались работы по газификации поселка, открыто новое помещение амбулатории, в которой и сегодня работает прекрасный коллектив специалистов, оборудованы медкабинеты и комнаты дневного стационара. В 2005 году 75- летие отметили радушненцы со дня основания предприятия "Кривбасспромводоснабжение". Предприятие полностью обеспечивает потребности водоснабжения промышленного комплекса Кривбасса. На базе бывшего КСП "Радушно" теперь организовано ОООсИИ "Агромир", директор — Недилько Олег Леонидович.
На территории поселка Радушное установлены памятники, в братских могилах похоронены воины — это и жители поселка, и граждане из разных городов бывшего Союза ССР. У поселкового совета — обелиск Славы. Именами славных освободителей названы улицы поселка: Дубкова, Попова, Спичак, Артеменко, пригожие, ЦИКа, Васильца, Медвицького, Носкова, Антимонова, одна из улиц поселка названа в честь нашего освободителя — земляка — Василия Барагаева. Документы, фотоматериалы, воспоминания участников ВОВ о вернувшихся с победой собрано и описано в книге "Свеча памяти", изданной по решению Криворожского районного совета и Криворожской районной государственной администрации. Современное Радушное — это посёлок, который имеет прекрасную школу, амбулаторию, детское учреждение "Ромашка". Посёлок газифицирован, телефонизированное.
На территории поселка действуют две церкви и дом молитвы. Работники органов местного самоуправления живут заботами и проблемами своих односельчан. Проводятся встречи с пожилыми людьми, ветеранами ВОВ, воинами — интернационалистами, чернобыльцами; отмечаются юбилеи, почитаются лучшие люди поселка. Большая работа проводится работниками культуры, школьной и поселковой библиотек. Ни один праздник поселка не проходит без (известного и в районе) ансамбля народной песни "Радушаночка". Коллектив боролся первые места на районных фестивалях, награждался грамотами областного, районного советов.
В январе 1989 года численность населения составляла 3088 человек.
По состоянию на 1 января 2013 года численность населения составляла 3809 человек.

## Административное деление
Официально посёлок районов нет, однако жители употребляют такие названия: Юго-восточный район — "Ореховая роща";
  Северо-восточный район — "Элеватор"; 
  Северо-западный район — "Монолит"; 
  Юго-восточный район — "Больница"; 
  Центр — "перекресток" или "перек". 
  Северные районы — "Снаб" и "Стройдеталь". 

## Улицы
- Барагаева
- Цветочная
- Артеменко
- Антимонова
- Богдана Хмельницкого
- Больничная
- Васильца
- Веселая
- Вокзальная
- Вольная
- Газовиков
- Гайдара
- Говорова
- Гожа
- Дзержинского
- Дубкова
- Железнодорожная
- Заводская
- Зелёная
- Калинина
- Клубная
- Криворожская
- Кривбасовская
- Лесная
- Матросова
- Медвицького
- Менделеева
- Мичурина
- Молодёжная
- Никопольськая
- Носкова
- Октября
- Подстепная
- Попова
- Пушкина
- Робитничая
- Садовая
- Спичака
- Степная
- Строительная
- Счастливая
- Транспортная
- Центральная
- Цика
- Чапаева
- Шевченко
- Школьная
- Южная
- 40 лет Победы
- 8 Марта

## Экономика
В Радушном работают такие предприятия:
- Радушнянська филиал ОАО «Розовский элеватор»;
- завод  Стройдеталь» ОАО «Днепроспецстрой»;
- Государственное предприятие «Криворожское лесное хозяйство»;
- сельскохозяйственное предприятие — ООО «Агромир».
- ЧП "ЭДВАНС КР" (Таможня);
- Автобаза Криворожское руководство гидромелиорации № 12;
- Предпринимательский участок "Кривбасснаб";
- Предпринимательский участок "Кривбасспромводоснабжение";
- Электро подстанция "Южная";
- Газоперекачивающая станция "Радушное";
- СТО "Автопомощь".

Посёлок городского типа Радушное полностью газифицирован и обеспечен водоснабжением.
В поселке есть школа (Радушанская СОШ), детсад (Ромашка), поселковая библиотека, медицинская амбулатория, 2 церкви (Киевского и Московского патриархата), Молитвенный дом, заложено место для храма.
На территории поселка установлены три братских могилы воинов.
Через Радушное проходят автодорога и Приднепровская железная дорога.

## Достопримечательности
- Братская могила советских воинов.

## Галерея
- Поселковый дом культуры
- Памятник ликвидаторам последствий аварии на Чернобыльской АЭС
- Братская могила советских воинов
- Железнодорожная станция Радушная